# Frank Cotroni
 (juin 2023).
Si vous disposez d'ouvrages ou d'articles de référence ou si vous connaissez des sites web de qualité traitant du thème abordé ici, merci de compléter l'article en donnant les références utiles à sa vérifiabilité et en les liant à la section « Notes et références ».
Frank Cotroni (1931 à Montréal - 17 août 2004) était un capo de la mafia de Montréal au Canada, rattaché à la famille Bonanno de New York.

## Biographie

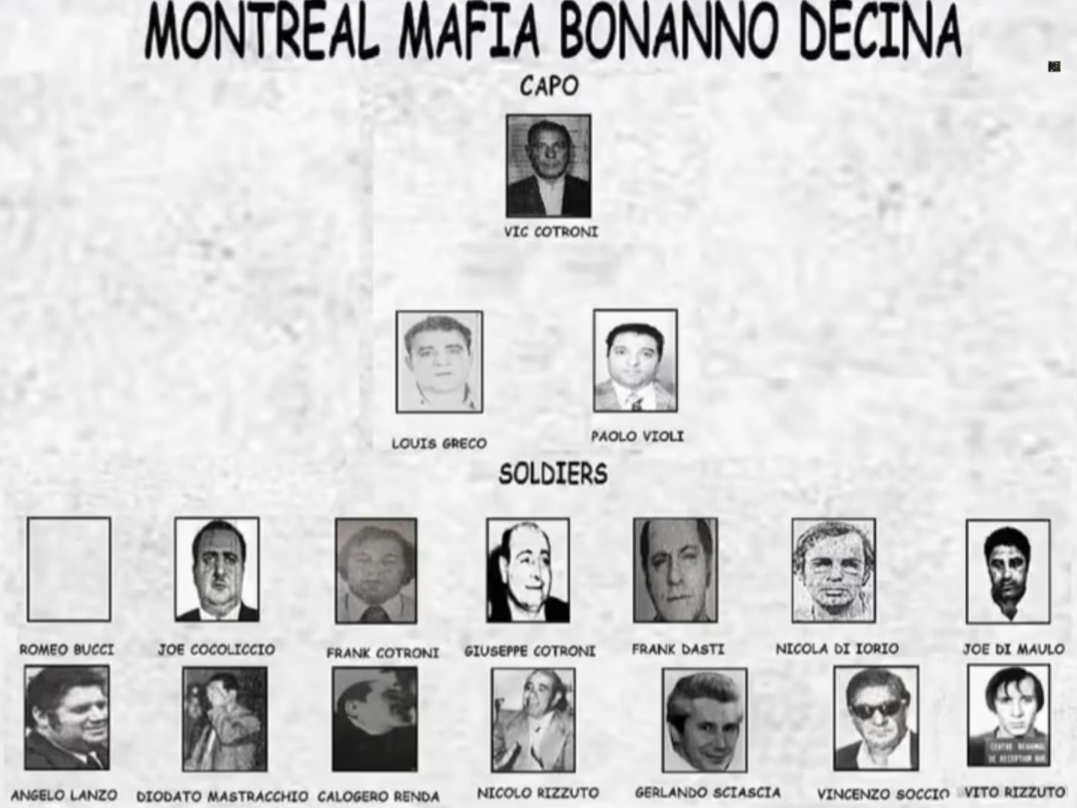
Structure de la famille Cotroni

Il est le frère de Vic Cotroni et de Giuseppe «Pepe» Cotroni, originaires de Calabre en Italie. Ses problèmes avec la loi commencent à la fin des années 1960 lorsque ses hommes ratent un braquage de banque.
Cotroni parle mieux le français et l'anglais que l'italien. Son intégration dans le milieu criminel canadien-français était une exception dans le monde de la mafia. Il est bientôt  activement recherché par la police pour des affaires d'extorsion contre un résident grec en 1972. Son clan est impliqué dans des luttes contre Richard Blass.
Il intervient dans l'attentat contre le journaliste Jean-Pierre Charbonneau en 1973. À la même époque, il fut révélé dans la Commission d'enquête sur le crime organisé que son clan entretenait des liens avec les ministres libéraux Guy Leduc et Pierre Laporte.
Cotroni est arrêté pour trafic de drogue en 1974. Son dessein était d'importer trois millions de dollars de cocaïne en sol américain par le Mexique. Les autorités canadiennes le décrivent comme le dirigeant de la branche canadienne de la famille Bonanno dans une enquête provinciale publiée en 1976.
La Cour suprême du Canada l'envoie aux États-Unis où il doit purger une peine de quinze ans de prison. Cependant, il est relâché en 1979, soit au tiers de sa peine.
Actif dans le milieu de la boxe, il avait développé des liens avec la famille Hilton dans les années 1980. De nouveau, il est recherché en 1983 pour une affaire de trafic de 5 000 dollars d'héroïne alors qu'il est associé avec le criminel Réal Simard.
En 1984, il apprend la mort de son frère Vic Cotroni alors qu'il est à la prison Parthenais. Ses fils Francesco Cotroni et Paolo Cotroni sont eux aussi impliqués dans le milieu mafieux. Paolo Cotroni périra dans une affaire de vengeance.
De nouveau emprisonné pour huit ans à la fin des années 1980, il sort et bâtit un réseau criminel vers la Colombie. Une enquête de la police italienne met fin à sa liberté.
En raison de sa vieillesse, on lui permet de sortir de la prison de Laval, mais il rompt les conditions qui lui sont dictées. Son dernier projet était d'amener 180 kg de cocaïne au Canada. En conséquence, il est arrêté pour quelques mois en 2002.

## Dernières années
Son dernier geste public a été de publier son livre de recettes en 2003. Les médias rapportent qu'il souffre de troubles cardiovasculaires.
Il est décédé d'un cancer du cerveau le 17 août 2004 vers l'âge de 73 ans.
Ses funérailles se sont déroulées à l'Église de Notre-Dame-de-la-Défense dans le quartier de Petite Italie de Montréal. 400 personnes étaient présentes, et il y avait des dizaines de limousines. René Angélil, Claude Blanchard, Michèle Richard et Dino Tavarone ont envoyé des fleurs. Plusieurs policiers étaient présents lorsque soixante-treize colombes ont été relâchées.